# Temporada 1944-1945 del Liceu
| Temporada 1942-1943 del Liceu |                         |                     |                              | |           |                                 |
| Òpera                         | Compositor              | Director musical    | Director d'escena            | Papers principals | Producció | Dates                           |
| Turandot                      | Giacomo Puccini         | Napoleone Annovazzi | Joan Sangenís                | Maria Teresa de Almeida, Vicente Riaza, Raimundo Aliaga, Giacomo Lauri Volpi, Maria Espinalt, Ángel Anglada, Augusto Gonzalo, Fernando Linares, Lázaro Erauzquin        |           | 5, 8 desembre                   |
| Manon Lescaut                 | Giacomo Puccini         | Napoleone Annovazzi | Josep Sangenís               | Mercè Capsir, Ángel Anglada, Pau Civil (en substitució de Giacomo Lauri-Volpi), Vicente Riaza, Fernando Linares, Lázaro Erauzquin, August Gonzalo, Elena Lucci          |           | 14, 17 desembre                 |
| Rigoletto                     | Giuseppe Verdi          | Napoleone Annovazzi | Joan Sangenís                | Hipòlit Lázaro, Pau Vidal, Carmen Gracia, Augusto Beuf, Paquita Vidal                                                                                                   |           | 23 de desembre, 1 i 27 de gener |
| Madama Butterfly              | Giacomo Puccini         | Antoni Capdevila    | Joan Sangenís                | Mercè Capsir, Elena Lucci, Teresa Wald, Pau Civil, Ángel Anglada, August Gonzalo, Lázaro Eurazquin, Vicente Riaza, Lázaro Eurazquin                                     |           | 25, 31 desembre; 9, 18 gener    |
| Les noces de Fígaro           | Wolfgang Amadeus Mozart | Napoleone Annovazzi | Augusto Beuf i Joan Sangenís | Raimon Torres, Rosy de Valenzuela, Augusto Beuf, Victòria dels Àngels, Paquita Vidal, Elena Lucci, Vicente Riaza, Pedro Sais, Fernando Linares, Lazur, Lázaro Erauzquin |           | 13 de gener al 21 de febrer     |
| El barber de Sevilla          | Gioachino Rossini       | Napoleone Annovazzi | Joan Sangenís                | Enrique de la Vara, Vicente Riaza, Carmen Gracia, Pau Vidal/Ángel Anglada, Lluís Corbella, Fernando Linares, Teresa Wald, Fernando Linares                              |           |                                 |
| La traviata                   | Giuseppe Verdi          | Antoni Capdevila    | Joan Sangenís                | Maria Espinalt, Pau Civil, Raimon Torres/Antoni Cabanes |           |                                 |